# Баїмовська сільська рада
Баї́мовська сільська рада (рос. Баимовский сельский совет) — муніципальне утворення у складі Абзеліловського району Башкортостану, Росія. Адміністративний центр — село Баїмово.

## Історія
17 грудня 2004 року зі складу сільради була виключена територія площею 26,83 км² і передана до складу Абзаковської сільради Бєлорєцького району.

## Населення
Населення — 3575 осіб (2019, 3868 в 2010, 3751 в 2002).

## Склад
До складу поселення входять такі населені пункти:
| Населений пункт           | Населення, осіб (2002) | Населення, осіб (2010) |
| ------------------------- | ---------------------- | ---------------------- |
| Аслаєво, присілок         | 402                    | 397                    |
| Баїмово, село             | 982                    | 1015                   |
| Большегабдіново, присілок | 195                    | 180                    |
| Єнікеєво, присілок        | 301                    | 293                    |
| Муракаєво, присілок       | 293                    | 329                    |
| Новобалапаново, село      | 384                    | 417                    |
| Рахметово, присілок       | 353                    | 341                    |
| Старобалапаново, село     | 212                    | 264                    |
| Туїшево, присілок         | 442                    | 475                    |
| Яйкарово, присілок        | 187                    | 157                    |